# Provinciale weg 617
De provinciale weg 617 (N617) is een provinciale weg in Noord-Brabant. Zij loopt van 's-Hertogenbosch nabij het Provinciehuis naar Schijndel. De weg werd vroeger als alternatief gebruikt voor de A2, tussen 's-Hertogenbosch en Eindhoven, tot de ombouw van deze weg tot autosnelweg. De gemeente Schijndel zag hierin aanleiding de provincie te verzoeken de weg om de weg buiten het dorp om te leggen.
De weg is uitgevoerd als tweestrooks-gebiedsontsluitingsweg met buiten de bebouwde kom een maximumsnelheid van 80 km/h. In de gemeente 's-Hertogenbosch heet de weg Gestelseweg en Boschebaan. In de gemeente Sint-Michielsgestel draagt de weg eveneens de straatnaam Bosschebaan. In de gemeente Meierijstad heet de weg Boschweg en Structuurweg.
De provincie Noord-Brabant is verantwoordelijk voor het beheer van het weggedeelte tussen de aansluiting op de A2 en de bebouwde kom van Schijndel. De rondweg rond het dorp wordt beheerd door de gemeente Meierijstad.
Het nummer wordt niet weergegeven op de wegwijzers (wel sporadisch op de hectometerpaaltjes) omdat deze er niet belangrijk genoeg voor is en deze weg heeft voornamelijk een regionale functie. Vanwege opstoppingen en ongelukken, zijn een aantal kruisingen veranderd in rotondes.
N62 · N69 · N251 · N252 · N253 · N254 · N255 · N256/A256 · N257 · N258 · N260 · N261 · N262 · N263 · N264 · N266 · N267 · N268 · N269 · N270/A270 · N271 · N272 · N273 · N274 · N275 · N276 · N277 · N278 · N279 · N280 · N281 · N282 · N283 · N284 · N285 · N286 · N287 · N288 · N289 · N290 · N291 · N292 · N293 · N294 · N295 · N296 · N296n · N297 · N298 · N300 · N321 · N322 · N324 · N329 · N389 · N394 · N395 · N396 · N397

N556 · N562 · N564 · N570 · N572 · N590 · N595 · N598 · N601 · N602 · N605 · N607 · N612 · N613 · N615 · N616 · N617 · N618 · N620 · N622 · N625 · N629 · N631 · N632 · N637 · N638 · N639 · N640 · N641 · N651 · N652 · N653 · N654 · N655 · N656 · N658 · N659 · N660 · N661 · N662 · N663 · N664 · N665 · N666 · N667 · N668 · N669 · N670 · N671 · N673 · N674 · N675 · N676 · N682 · N683 · N686 · N689 · N690 · N831 · N843

Voormalige provinciale wegen: N299 · N551 · N552 · N553 · N554 · N555 · N560 · N561 · N563 · N565 · N566 · N567 · N568 · N571 · N574 · N580 · N581 · N582 · N583 · N584 · N585 · N586 · N587 · N588 · N589 · N591 · N592 · N593 · N594 · N596 · N597 · N603 · N604 · N606 · N608 · N610 · N611 · N614 · N619 · N621 · N623 · N624 · N626 · N628 · N630 · N634 · N642 · N657